# Frank Amyot
Frank Amyot (n. 14 septembrie 1904, Thornhill⁠(d), Ontario, Canada – d. 21 noiembrie 1962, Ottawa, Ontario, Canada) a fost un canoist ce a reprezentat Canada, medaliat olimpic. A participat la o ediție a Jocurilor Olimpice (1936) în care a câștigat o medalie de aur.

## Participări
Lista de mai jos prezintă principalele competiții la care a participat Frank Amyot de-a lungul carierei.
- Olympische Sommerspiele 1936/Kanu – Einer-Canadier 1000 m (Männer)[*]